# Traduzione del Nuovo Mondo delle Sacre Scritture
La Traduzione del Nuovo Mondo delle Sacre Scritture (in inglese New World Translation of the Holy Scriptures) abbreviato in TNM (NWT) è una libera traduzione della Bibbia della Watch Tower Bible and Tract Society of New York.
Questa traduzione, usata e distribuita dai Testimoni di Geova, fu tradotta dalle lingue bibliche (ebraico, aramaico, greco) all'inglese da un gruppo di esegeti rimasti anonimi tra la fine degli anni quaranta e l'inizio degli anni sessanta. Secondo le fonti del movimento, sarebbero state distribuite fino al 2005 oltre 4 milioni di copie in italiano e a livello mondiale, fino al 2020, oltre 238 milioni di copie. La Traduzione del Nuovo Mondo è ora disponibile per intero o in parte in 503 lingue. Edizioni complete sono state pubblicate in oltre 128 lingue. Edizioni parziali sono state pubblicate in oltre 51 lingue.

## Storia
La NWT è successiva al credo dei Testimoni di Geova, in quanto prima della pubblicazione della NWT essi utilizzavano nella loro predicazione traduzioni bibliche pubblicate da altre case editrici. La NWT d'altronde, non è l'unica Bibbia stampata dai Testimoni di Geova: dal 1926 hanno stampato in proprio traduzioni come l'Emphatic Diaglott, la King James Version (la più diffusa nel mondo anglosassone, essendo versione ufficiale della Chiesa anglicana), la Rotherham's Bible, l'American Standard Version, The Bible in Living English, la Holman Linear Bible e The New Testament Newly Translated and Critically Emphasised (Seconda Edizione).
La Società Torre di Guardia sentì la necessità di una nuova traduzione "priva di arcaicismi", che permettesse ai fedeli di leggere il nome divino nelle Scritture e che, tradotta direttamente dai manoscritti più antichi allora disponibili, eliminasse ogni influenza delle "dottrine non scritturali e pagane". Nel dicembre 1947 fu formato un comitato di traduzione, composto da unti anonimi. Il 3 settembre 1949 il Corpo direttivo rivelò l'esistenza del comitato di traduzione.
Nel 1950 fu presentata la traduzione del Nuovo Testamento, rinominato Traduzione del Nuovo Mondo delle Scritture Greche Cristiane. La traduzione dell'Antico Testamento, rinominato Traduzione del Nuovo Mondo delle Scritture Ebraiche, venne pubblicata in cinque volumi tra il 1955 ed il 1960. Nel 1961 l'intera Nuova Traduzione venne raccolta in unico volume. Nel passare dall'edizione in più volumi a quella in un solo volume si decise di rimuovere le note in calce, e così furono prese molte espressioni delle note in calce pubblicate nella traduzione precedente in sei distinti volumi e riportate nel testo principale dell'edizione in un solo volume. Nel 1969 fu presentata La traduzione interlineare del Regno delle Scritture Greche, contente le Scritture Greche con testo greco a fronte.
Le edizioni in altre lingue, compresa quella in italiano, si basano sulla traduzione dall'inglese e sono posteriori. La prima edizione italiana delle Scritture Greche risale al 1963, mentre la prima edizione completa della Traduzione del Nuovo Mondo fu pubblicata nel 1967. L'ultima revisione italiana è datata 2017.

### Comitato degli Scrittori e tecnologie per la traduzione
Nel 1989 è stato istituito presso la sede mondiale dei testimoni di Geova un reparto dedito ai "servizi di traduzione" sotto la supervisione del Comitato degli Scrittori del Corpo direttivo dei Testimoni di Geova. L'obiettivo dei Servizi di Traduzione è stato quello di accelerare la traduzione della Bibbia con l'aiuto delle tecnologie informatiche applicate alla editoria come il sistema MEPS, un sistema ideato e costruito dai Testimoni. In precedenza, alcuni progetti di traduzione della Bibbia erano durati venti anni o più. Sotto la direzione del Dipartimento Servizi di Traduzione, la traduzione del Vecchio Testamento in una lingua particolare può essere completata in appena due anni. Durante il periodo 1963-1989, la Traduzione del Nuovo Mondo è stata resa disponibile in dieci lingue. Dal 1989, c'è stato un significativo aumento nel numero di lingue in cui la NWT è stata pubblicata.

## Fonti
Il testo ebraico masoretico usato per la traduzione delle Scritture Ebraiche della Traduzione del Nuovo Mondo è principalmente il Codice di Leningrado B 19A, pubblicato nelle edizioni settima, ottava e nona (1951-55) della Biblia Hebraica di R. Kittel (BHK). Un aggiornamento di quest'opera, noto come Biblia Hebraica Stuttgartensia (BHS), edizione 1977, è stato usato per redigere l'apparato delle note in calce. La revisione del 2013 si basa sui volumi usciti fino ad ora della Biblia Hebraica Quinta. Sempre per l'Antico testamento sono state consultate altre fonti secondarie, tra cui, corredate da commentari critici, la Vulgata e la Septuaginta.
Il testo greco usato come base per la stesura del testo delle Scritture Greche Cristiane della Traduzione del Nuovo Mondo è The New Testament in the Original Greek, di Westcott e Hort (pubblicato originariamente nel 1881). Sono stati anche consultati i testi greci di Bover, Merk, UBS, Nestle-Aland e altri.
Le traduzioni in altre lingue (diverse dall'inglese) si basano principalmente sulla traduzione inglese, consultando comunque i testi ebraici e greci.
Proprio basandosi su questi testi e su studi filologici recenti, a volte risultano mancare alcuni versetti, questo perché secondo i traduttori questi non erano inclusi negli originali, ma si tratterebbe di aggiunte posteriori.
- Rappresentazione schematica di tutte le fonti ( in inglese )

Rappresentazione schematica di tutte le fonti (in inglese)
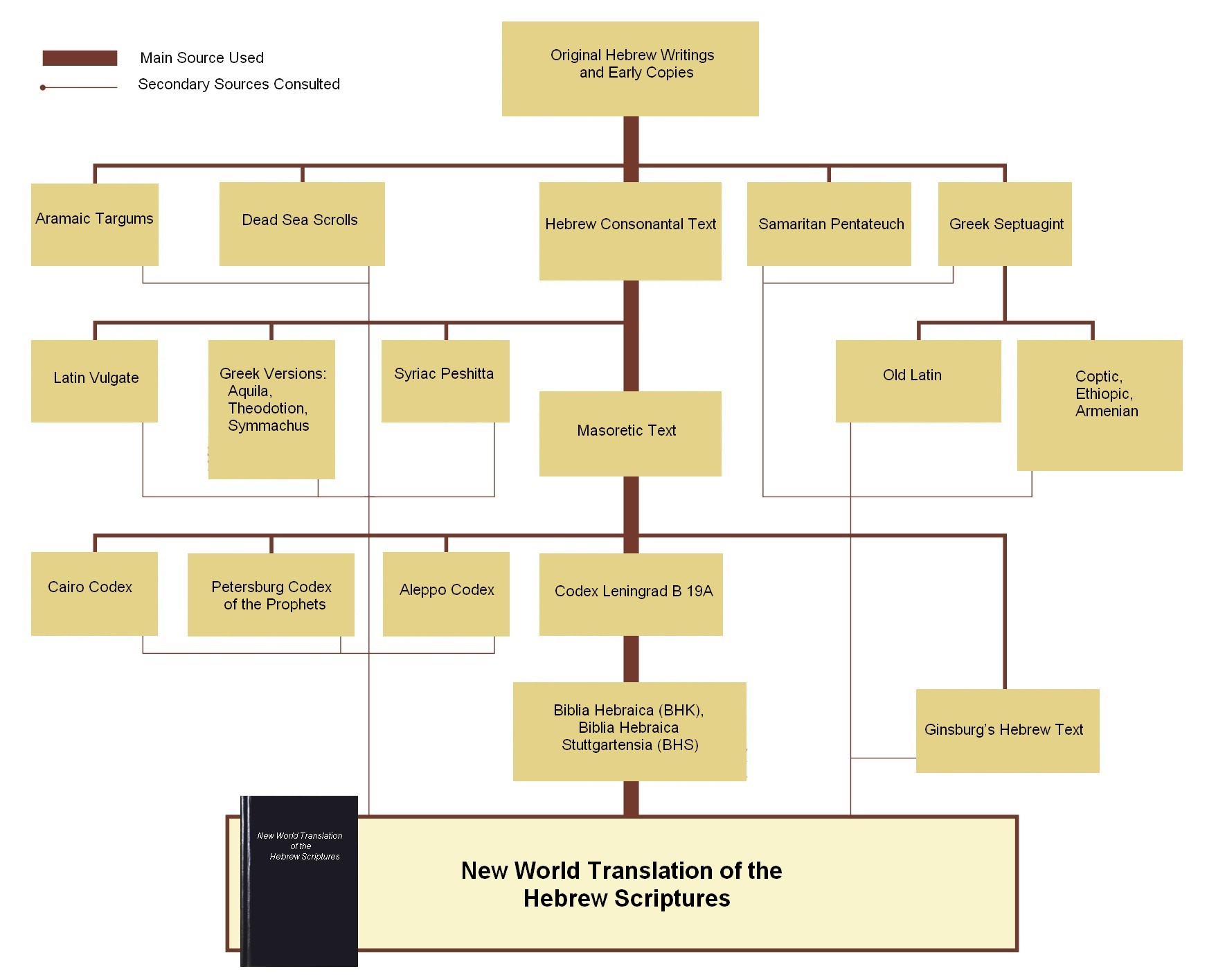
Ebraico (clicca per espandere)
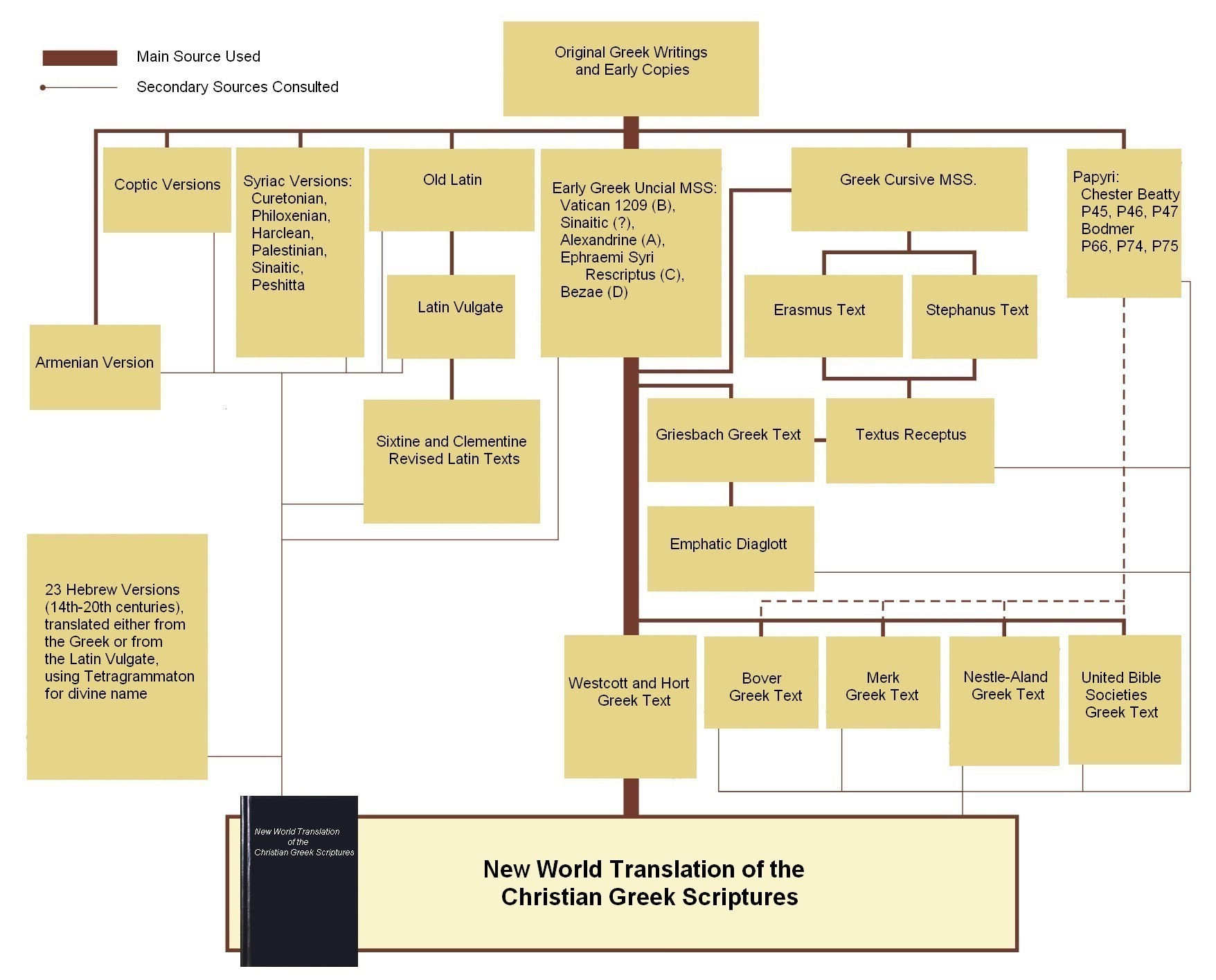
Greco (clicca per espandere)

## Caratteristiche

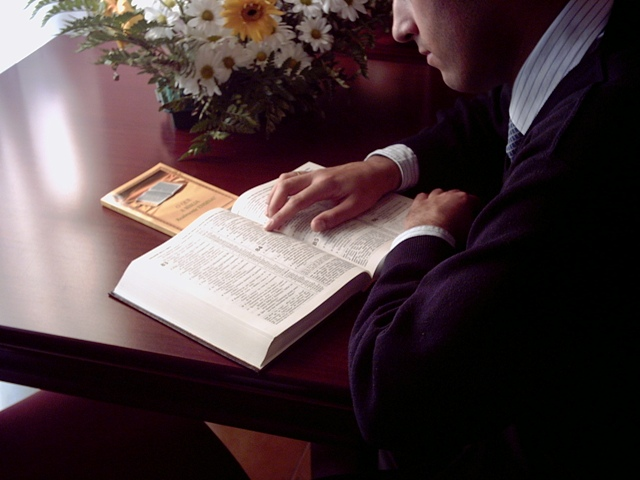
Un testimone di Geova durante lo studio biblico. Sul tavolo sono presenti la Traduzione del Nuovo Mondo e la pubblicazione Cosa insegna realmente la Bibbia?

La Traduzione del Nuovo Mondo delle Sacre Scritture prende nome dalla citazione bibblica presente nel suo frontespizio: 
(Isaia 65:13,17; vedi anche Pietro 2:13, Traduzione del Nuovo Mondo  )
Essa comprende 66 libri, 39 delle Scritture Ebraico-Aramaiche e 27 delle Scritture Greche Cristiane. Non include i libri deuterocanonici dell'Antico Testamento, dal momento che il comitato di traduzione non li ha ritenuti ispirati da Dio.
Il tetragramma biblico, presente 6828 volte nell'Antico Testamento, viene reso come Geova, che i Testimoni utilizzano come nome divino. "Geova" viene adoperato anche per la traduzione di Adonai laddove, secondo il comitato di traduzione, vi è stata un'alterazione durante la stesura del testo masoretico. Il nome Geova appare anche 297 volte nel Nuovo Testamento, sostituendo le parole "Signore" (in greco: Κύριος, Kýrios) e "Dio" (in greco: Θεός, Theós).  Con la revisione del 2013, "Geova" venne aggiunto in altri sei versi (1 Samuele 2:25, 6:3, 10:26,  23:14, 23:16 e Giudici 19:18), per via della sua presenza "in antichi manoscritti." La forma abbreviata del tetragramma (יַהְ) viene resa "Iah", e l'espressione alleluia "Lodate Iah!".
I termini Sceol e Ades vengono tradotti con "tomba" anziché "inferi" o "Inferno". Nel Nuovo Testamento, i termini greci xýlon e staurós, tradizionalmente tradotti come "croce", vengono resi "palo della tortura" o "legno", seguendo le convinzioni dei Testimoni di Geova sull'esecuzione di Gesù. Nella descrizione della Cena del Signore, quando Cristo parla del pane e del vino, il verbo estì (ἐστί) viene tradotto "significa".

## Traduttori

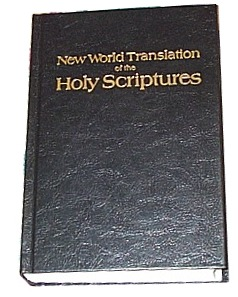
La Traduzione del Nuovo Mondo delle Sacre Scritture, edizione post 1984 in inglese

La Traduzione del Nuovo Mondo è stata realizzata da un comitato di traduttori, formatosi nel 1947, descritto come comprendente membri anonimi di diverse nazioni, i quali avrebbero chiesto esplicitamente che la Società Torre di Guardia non pubblicasse i loro nomi, affermando di non voler «pubblicizzare se stessi, ma lasciare che tutta la gloria venisse data all'autore delle Scritture, Dio» ed aggiungendo che la traduzione «dovrebbe indirizzare il lettore [...] a [...] Geova Dio». Gli editori hanno ritenuto che l'indicazione dei componenti del Comitato di traduzione e la loro provenienza da una certa università o da un'altra formazione pedagogica non fossero gli aspetti più importanti del lavoro e che "doveva essere la traduzione stessa a testimoniare la loro competenza". Spesso il movimento afferma che la ragione di tale scelta sia dare gloria a Dio e alla sua parola anziché agli uomini.  D'altronde questa non è esclusiva prerogativa della Traduzione del Nuovo Mondo, poiché anche altri traduttori di versioni della Bibbia hanno scelto l'anonimato.
Secondo Raymond Franz, furono membri del comitato di traduzione Nathan H. Knorr, Frederick W. Franz, Albert D. Schroeder, George D. Gangas e Milton G. Henschel.

## Revisioni

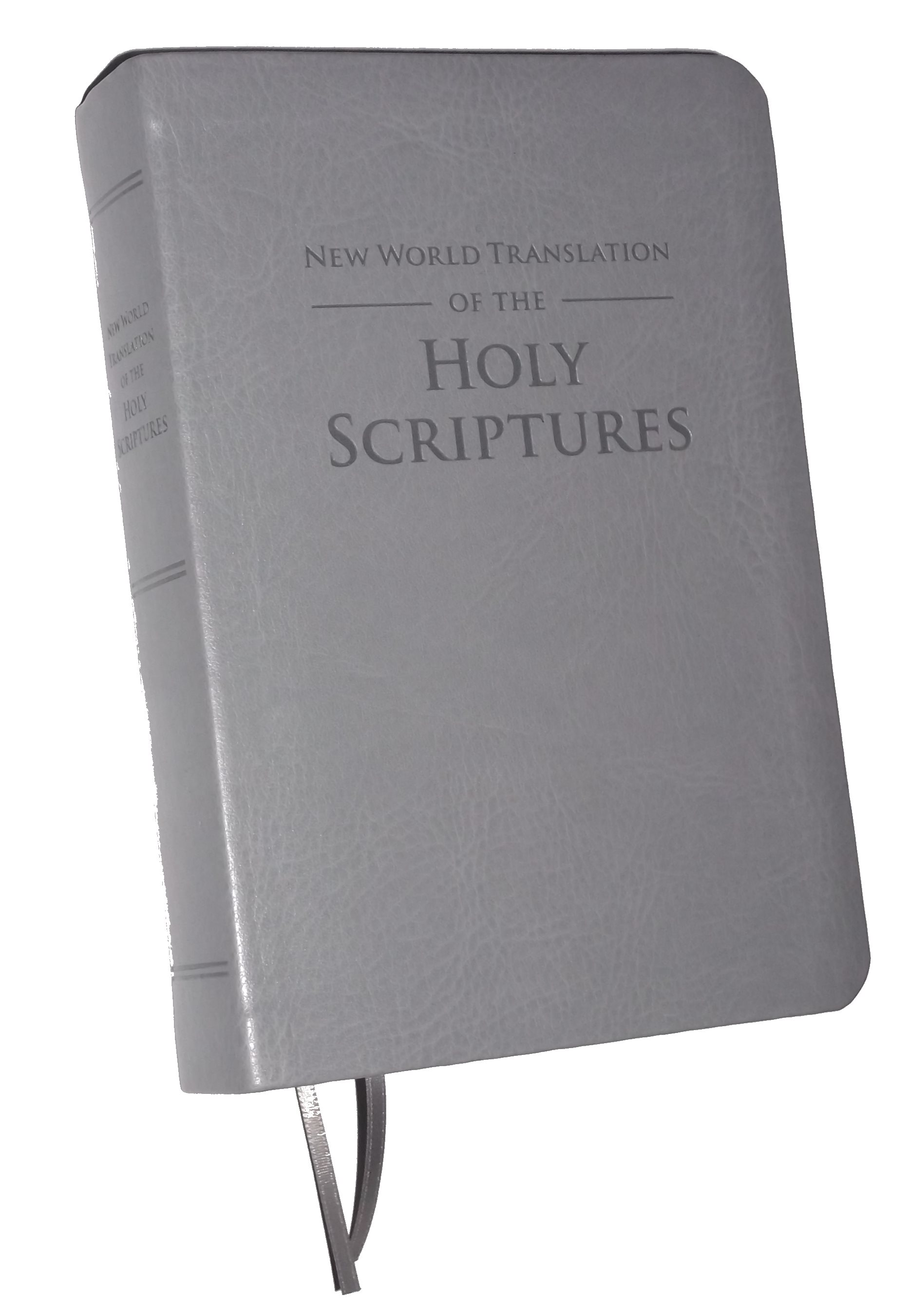
Versione inglese della revisione del 2013 della Traduzione del Nuovo Mondo

La Traduzione del Nuovo Mondo subì alcune revisioni nel 1961, nel 1970, nel 1971 e nel 1984.
Il 5 ottobre 2013, durante l'adunanza annuale della Watch Tower Society, fu annunciata e presentata una revisione della Traduzione del Nuovo Mondo delle Sacre Scritture. Questa nuova versione, in lingua inglese disponibile sia in cartaceo che online, è in fase di traduzione nelle lingue di molti altri paesi. Il 16 dicembre 2017 è stata presentata e distribuita anche la versione in lingua italiana. Della stessa versione, è prevista anche una Bibbia in formato "large", ed una in formato "tascabile". Il 16 dicembre 2017, durante un'adunanza speciale con collegamento remoto in tutta Italia dal Palalottomatica di Roma, un membro del corpo direttivo, Samuel Herd, presentò la versione riveduta della TNM, e ne fu distribuita una copia a 150.000 presenti e ad altri in collegamento dalle congregazioni.

### Differenze e peculiarità
Rispetto alla precedente versione, l'attuale versione si contraddistingue per alcune caratteristiche:
- Linguaggio: Molti termini obsoleti sono stati sostituiti da altri più recenti e più comprensibili nelle lingua del proprio paese, rendendo alla traduzione un linguaggio moderno e di facile comprensione. Esempi: La parola fornicazione è stata cambiata in "immoralità sessuale"; i termini sheol e ades sono resi ora con il termine "tomba"; i figli di Israele sono ora gli "israeliti"; condotta dissoluta, è ora un "comportamento sfacciato"; orfano di padre diventa "bambino senza padre" e versetti biblici dove compariva la parola rene in relazione a sentimenti ed emozioni sono ora resi come "emozioni più profonde"; mancanza di cuore diventa invece "mancante di buon senso". Quindi una scelta editoriale che predilige una traduzione con idiomi moderni rispetto ad una traduzione prevalentemente letterale (come l'ultima edizione del 1984).
- Nuovo Testamento: Brani del Nuovo Testamento considerati di dubbia autenticità alla luce dei più antichi manoscritti, come la parte del capitolo 8 del Vangelo di Giovanni e le conclusioni alternative del Vangelo di Marco (conclusione lunga e conclusione corta di Marco), sono state rimosse.
- Struttura: Ogni libro biblico viene introdotto con riassunti di tutti i capitoli del libro.
- Strumenti di ricerca: La versione contiene un ampio glossario dei termini biblici e due lunghi appendici.
- Veste grafica: Migliorata la leggibilità. Illustrazioni a colori di avvenimenti e particolari biblici, grafici, schemi di patriarchi, profeti e re di Giuda ed Israele, schemi di date ed avvenimenti della vita terrena di Gesù, cartine del Tabernacolo e del Tempio di Salomone, un calendario ebraico e tavole di confronto di valute e pesi usati nei tempi biblici.

## Diffusione
L'edizione del 1984 della Traduzione venne distribuita in Italia in formato cartaceo in tre principali edizioni: una edizione pocket, ovvero in formato tascabile brossura, in formato standard rilegata con copertina rigida e in formato large con copertina rigida e con caratteri grandi. Dal 1983 sono state realizzate inoltre edizioni in segni a rilievo Braille a beneficio dei non vedenti.
Dal 1978 sono state prodotte nelle principali lingue registrazioni della Traduzione in formato audio su cassette magnetiche, su CD, in formato MP3 e in Podcast.
Dal 1994 la Traduzione del Nuovo Mondo è stata incorporata anche nel CD della Watchtower Library.
Dal 2013 si può leggere anche su JW Library, un'app multipiattaforma disponibile su Play Store, Amazon Store, Apple Store e Microsoft Store.
Dall'agosto del 2018, in Italiano, su JW Library e sul sito dei Testimoni di Geova è presente una nuova edizione della Traduzione del Nuovo Mondo, chiamata “Bibbia per lo studio”. Questa nuova edizione fornisce molte più informazioni e note su versetti della Bibbia. Al momento sono cinque i libri che possiedono questa nuova versione: il Vangelo secondo Matteo, secondo Marco, secondo Giovanni, secondo Luca e il libro degli Atti degli Apostoli. Dal settembre del 2018, affiancata alla edizione per lo studio della Traduzione del Nuovo Mondo vi è anche una registrazione audio dei libri, che contiene più voci narranti e che fa vivere meglio il racconto di questa edizione. Inoltre sono presenti tre categorie di appendici e approfondimenti vari.